# کاتانکودی
کاتانکودی (به لاتین: Kattankudy) یک عوارض جغرافیایی در سری‌لانکا است که در ناحیه باتیکالوا واقع شده‌است.

## خصوصیات
کاتانکودی ۴۷٬۶۰۳ نفر جمعیت دارد.